# Statua di Nostra Signora delle Isole (Scozia)

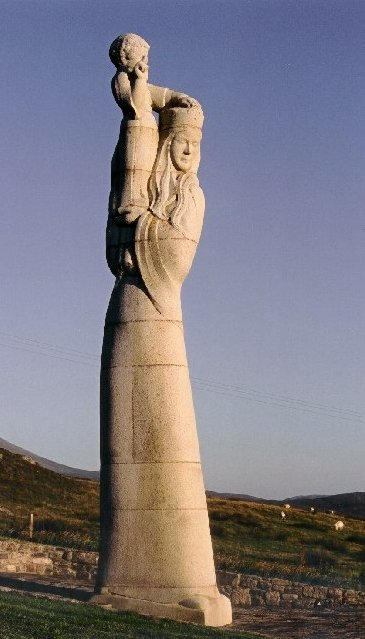
Nostra Signora delle Isole

La statua di Nostra Signora delle Isole (in gaelico scozzese Moire ro Naomh nan Eilean o Bana Thighearna nan Eilean) è una scultura della Madonna col Bambino, localizzata sull'isola di South Uist nelle Ebridi Esterne in Scozia e completata nel 1957.
La statua fu costruita dalla comunità locale per opporsi ai disegni del Governo di rendere l'area sede di test missilistici. Si tratta inoltre di una rara testimonianza statuaria e monumentale di devozione mariana nel Regno Unito. Va tenuto conto, in proposito, che l'area di South Uist rappresenta, insieme alla vicina Barra, l'unica zona del Regno Unito che, grazie alla sua posizione remota, ha preservato fino ai giorni nostri la fede nella Chiesa cattolica di Roma (connotata da una grande devozione a Maria) come fede della comunità.

## Ubicazione
La statua è situata sulle pendici occidentali di Ruabhal, una collina vicino all'estremità settentrionale dell'isola di South Uist. Si trova a est della strada A865, dalla quale è possibile raggiungerla tramite un sentiero lastricato.

## Storia e significato
La statua è stata commissionata in opposizione alle proposte avanzate dal Ministero della Difesa britannico di svolgere, nel contesto della Guerra Fredda,  un ampio test missilistico, che avrebbe coinvolto gran parte dell'isola di Uist e avrebbe comportato la costruzione di una città militare e di strutture per la costruzione di missili. Ciò aveva diffusa la preoccupazione che gran parte dello stile di vita, della cultura e della lingua dell'isola sarebbero andate distrutte. La resistenza della popolazione trovò una guida nel canonico John Morrison, il parroco locale, la cui opposizione alla proposta gli valse il soprannome di "Padre Rocket".
John Morrison commissionò e raccolse i fondi per la costruzione della statua. La statua fu completata nel 1957 e dedicata il 15 agosto 1958 dal vescovo Kenneth Grant.

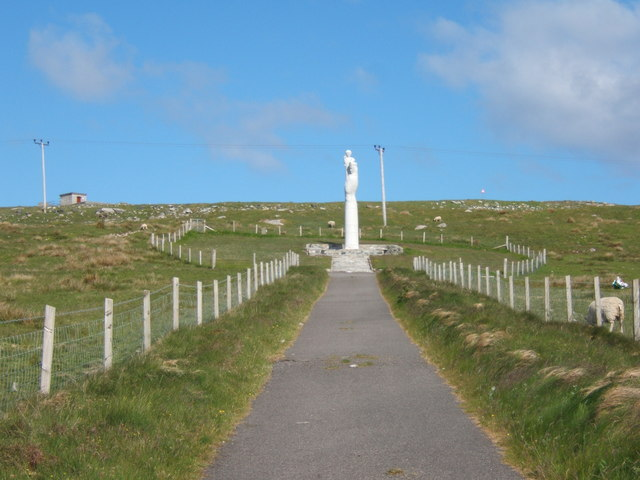
Il sentiero che conduce alla statua

La statua è stata progettata da Hew Lorimer e scolpita in granito, modellando le fattezze del volto su quelle di una donna locale. Nel 2007 la statua è stata inserita nell'elenco dei monumenti classificati (Listed Buildings) di categoria B. 

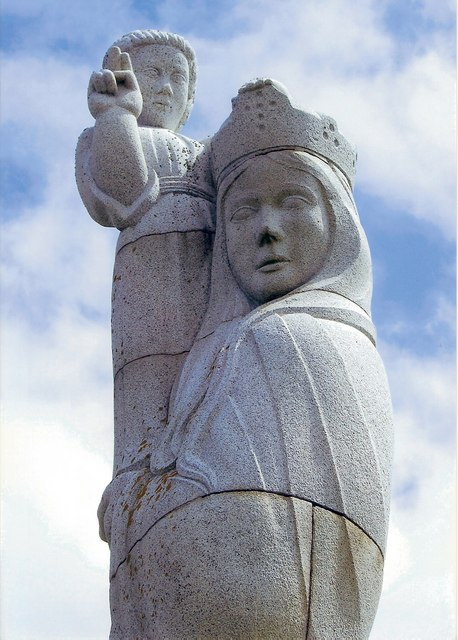
Particolare del volto

## Nella cultura di massa
- La dedicazione della statua di Nostra Signora delle Isole nel 1958 e il ruolo svolto nel progetto dal canonico John Morrison sono entrambi significativi per la letteratura gaelica scozzese contemporanea. Infatti essi hanno fornito l'argomento al bardo Dòmhnall Iain Dhonnchaidh, nativo di South Uist,  per un'opera di poesia cristiana Laoidh Statue Ruaidheabhal (La statua di Rueval) pubblicata nel 2021.[2]